# Arquitectura medo-persa

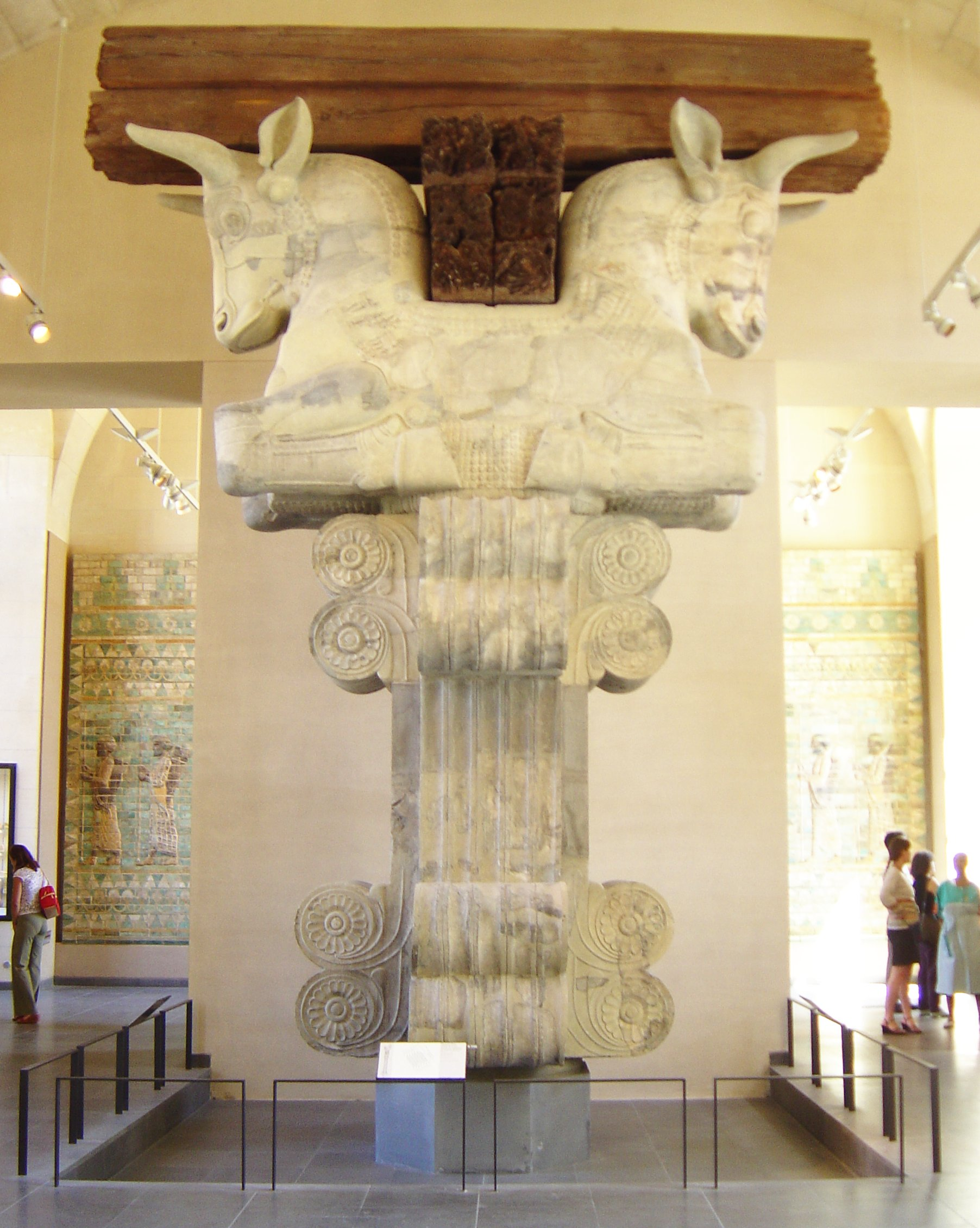
Capitel bicéfalo o de doble toro o del palacio de Darío

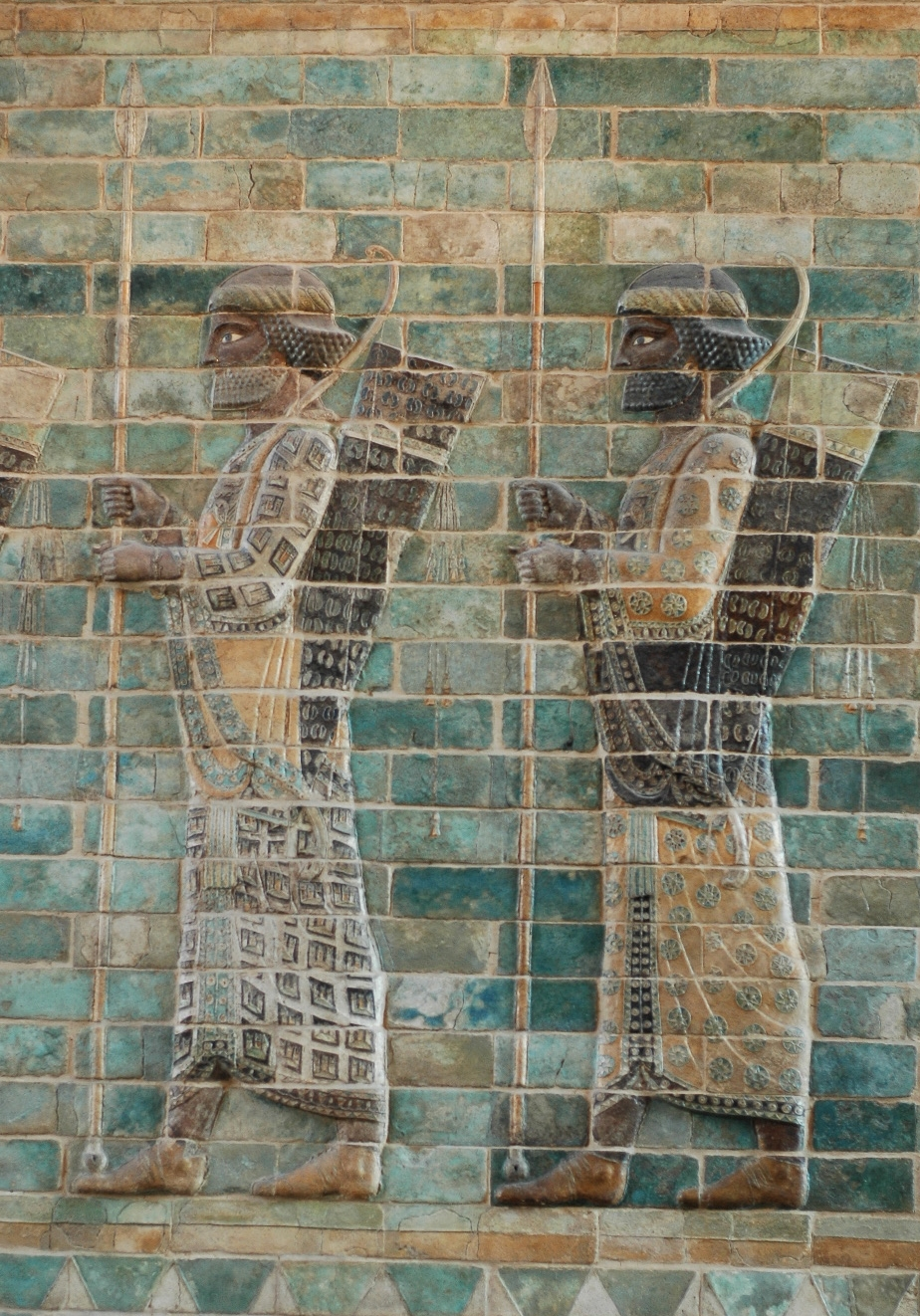
Detalle del friso de los arqueros del palacio de Darío

Súbditos o tributarios en algún tiempo los medos de los reyes de Nínive, libres después con Ciáxares y dueños luego de inmensas regiones con los persas en tiempo de los monarcas de la dinastía aqueménida, formada por Ciro, Cambises, Darío, Jerjes (el Asuero de la Biblia) y otros, se comprende que el arte medo-persa posea grandes analogías con el arte asirio, el egipcio y el griego, propio de las naciones sometidas, como así se manifiesta en las ruinas de las antiguas ciudades medo-persas hoy exploradas. El florecimiento y esplendor de este arte duró poco más de dos siglos, desde Ciro II hasta Darío III Codomano (330 a. C.), último rey de la dinastía aqueménida, vencido por Alejandro.
El arte medo primitivo debió ser similar al babilónico en las construcciones de las murallas. Pero según indicios y relaciones antiguas, parece ser que los palacios regios se construían con madera revestida de metal precioso, resultando unos edificios poco sólidos, elegantes y ricos, formados por columnas y arquitrabes. El arte de esta primera época se estudia en las ruinas de Ecbatana, así como el posterior o persa, influido por el egipcio, asirio y griego, se ha manifestado en exploraciones realizadas en las antiguas capitales:
- Pasargadas: en la que se han descubierto el palacio y la tumba de Ciro.
- Persépolis: en la que se conocen los palacios de Darío y Jerjes con las tumbas reales de Nakshi-Rustem (cerca de Persépolis) excavadas y talladas en la roca.
- Susa: en la que se ha descubierto el palacio de Artajerjes II y varios objetos persas.

Se distingue el arte medo-persa en las construcciones (que suelen ser de piedra y cerámica) por la esbeltez de las columnas, por sus capiteles en zodaria y con volutas, y por la magnificencia de sus palacios, los cuales tienen una sala hipóstila de honor, circundada por una gran columnata (como la sala de cien columnas en el de Susa, cada una de las cuales mide veinte metros de altura, y metro y medio de diámetro). Se caracteriza por la regularidad y perfección en la planificación de los edificios aunque, sin salirse del género arquitrabado. Los arquitrabes debieron ser de madera, al igual que la techumbre, como lo indican los vestigios hallados en las ruinas de sus construcciones. No obstante, se hizo uso de las bóvedas con más frecuencia que en la arquitectura asiria, aunque para obras inferiores y poco aparentes. 
Servían de grandioso basamento a los palacios persas las terrazas o plataformas de tradición caldeo-asiria. Se colocaban androsfinges ante las puertas, y se adornaban los muros con relieves en revestimientos de mármol y con azulejos, y los pavimentos con mosaicos de mármol y ladrillos. Se decoraban las tumbas reales abiertas en la roca de modo que pareciesen fachadas de palacios y, en suma, todo el arte se ordenaba a la ostentación y comodidad de los monarcas, pudiéndose calificar de palaciego. Es admirable, en este sentido, la descripción que de estos primores artísticos nos hace el bíblico libro de Ester (Esth., c.1, v.6) bien comprobada su veracidad por los estudios realizados por los arqueólogos. Pero no se aplicaban dichos progresos a la construcción de magníficos templos, los cuales consistían en sencillos edificios, pues los persas adoraban a Dios bajo el símbolo de la llama y el fuego. 
No se debe confundir el arte persa de la dinastía aqueménida con la arquitectura sasánida, que imperó en el Imperio sasánida desde el siglo III hasta el VII.
- Datos: Q3822623